# Санчес, Хосе Доминго
Хосе Доминго Санчес (исп. José Domingo Sánchez, 20 мая 1911 — неизвестно) — колумбийский легкоатлет, выступавший в беге на короткие и средние дистанции. Участник летних Олимпийских игр 1936 года.

## Биография
Хосе Доминго Санчес родился 20 мая 1911 года.
В 1932 году стал победителем Боливарианской национальной олимпиады в беге на 100 метров.
В 1936 году вошёл в состав сборной Колумбии на летних Олимпийских играх в Берлине. В беге на 100 метров занял в 1/8 финала предпоследнее, 5-е место. Также был заявлен в беге на 200 метров и беге на 400 метров, но не вышел на старт. Был знаменосцем сборной Колумбии на церемонии открытия Олимпиады.
В 1938 году завоевал серебряную медаль на Боливарианских играх в Боготе в беге на 200 метров, уступив Мануэлю Валеге из Перу.
Впоследствии был профессором физического воспитания Национального университета Колумбии в Боготе.
Дата смерти неизвестна.